# اولگا (واشینگتن)
اولگا (به انگلیسی: Olga) یک منطقهٔ مسکونی در ایالات متحده آمریکا است که در شهرستان سن خوان، واشینگتن واقع شده‌است.